# Ron Stewart (basket-ball)
Pour les articles homonymes, voir Stewart et Ron Stewart.
Ronald (Ron) Stewart, né le 19 mars 1963 à Brooklyn (New York), est un entraîneur de basket-ball.
C'est un entraîneur d'expérience, formé par l'un des dix meilleurs coaches NCAA des années 1970 à 1990, à savoir Lou Carnesecca (mentor de Julius Erving par exemple).
Ron a participé à la formation de grands joueurs comme Tony Parker et Joakim Noah qu'il a pris en main dès l'âge de 6 ans lors de son passage dans le club de Levallois. Il est aujourd'hui a Atlanta en tant que preproducteur d'une nouvelle boisson..

## Biographie
Formé à l’université de Saint Jhon's, à New York, sa ville natale, Ron Stewart a gravi les échelons du métier d’entraîneur en France. En 1988, il vient d’abord comme joueur, avant de repartir pour quatre ans aux États-Unis. En 2006, il fait son retour en France grâce à l'Étendard de Brest. Mais, au milieu de la saison 2007-2008, il démissionne du club pour signer au Paris Levallois Basket, succédant à Ilías Zoúros.
Il arrive à remettre le club sur les rails et est remplacé par Jean-Marc Dupraz qui reprend l'équipe mais descend tout de même en Pro B.

## Club en carrière de joueur
- 1981-1985 : Red Storm de Saint John (NCAA)
- 1987-1988 : Levallois

## Club en carrière d'entraîneur
- 1995-1996 : Levallois (Pro A)
- 1996-1997 : Levallois (Pro A)
- 1997-1998 : Levallois (Pro B)
- 1998-1999 : Levallois (Pro A)
- 1999-2000 : Saint-Etienne (Pro B)
- 2000-2001 : Paris (Pro A)
- 2006-2007: Étendard de Brest (Pro B)
- 2008 : Paris Levallois Basket (Pro A)

## Palmarès
- 1997-1998 : Champion de Pro B

Finale de Coupe de France (Levallois - Pro B)
- 1995-1996 : Finale de Coupe de France (Levallois - Pro A)

Qualification en Coupe Européenne
- 1985 : Capitaine de l'équipe de Saint John's

Demi-finaliste du final four